# Jacob Erker
Jacob Erker (* 18. Dezember 1975 in Calgary, Alberta) ist ein ehemaliger kanadischer Radrennfahrer.
Jacob Erker fuhr 2002 und 2003 für das Schroeder Iron Cycling Team. In der Saison 2004 fuhr er für das Team Seasilver und wurde unter anderem Dritter bei der Tour de Okinawa. Von 2005 bis 2008 fuhr Erker für das kanadische Symmetrics Cycling Team. 2005 gewann er das Tour de Bowness Hill Climb und das Tour de Bowness Criterium. 2006 gewann er eine als Mannschaftszeitfahren ausgetragene Etappe bei der Vuelta a El Salvador und er wurde Gesamtvierter bei der Tour de Hokkaido.

## Erfolge
2006
- Mannschaftszeitfahren Vuelta a El Salvador

## Teams
- 2002–2003 Schroeder Iron Cycling Team
- 2004 Team Seasilver
- 2005–2008 Symmetrics Cycling Team
- 2009 Kelly Benefit Strategies